# Landkreis Brieg

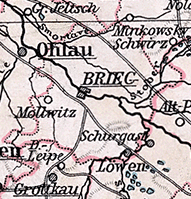
Der Landkreis Brieg auf einer Karte von 1905

Der Landkreis Brieg war ein preußischer Landkreis in Schlesien, der von 1742 bis 1945 bestand. Kreisstadt war die Stadt Brieg, die seit 1907 einen eigenen Stadtkreis bildete. Das frühere Kreisgebiet liegt heute in der  Woiwodschaft Opole in Polen.

## Verwaltungsgeschichte

### Königreich Preußen/Deutscher Bund
Nach der Eroberung des größten Teils von Schlesien durch Preußen im Jahre 1741 wurden durch die königliche Kabinettsorder vom 25. November 1741 in Niederschlesien die preußischen Verwaltungsstrukturen eingeführt. Dazu gehörte die Einrichtung zweier Kriegs- und Domänenkammern in Breslau und Glogau sowie deren Gliederung in Kreise und die Einsetzung von Landräten zum 1. Januar 1742.
Im Fürstentum Brieg, einem der schlesischen Teilfürstentümer, wurden aus den vormaligen schlesischen Weichbildern die fünf preußischen Kreise Brieg, Ohlau, Kreuzburg, Strehlen und Nimptsch gebildet. Als erster Landrat des Kreises Brieg wurde Caspar Ernst von Frankenberg-Proschlitz eingesetzt. Der Kreis Brieg unterstand der Kriegs- und Domänenkammer Breslau und wurde im Zuge der Stein-Hardenbergischen Reformen 1815 dem Regierungsbezirk Breslau der Provinz Schlesien zugeordnet. Im Rahmen von Grenzregulierungen zwischen den Regierungsbezirken Breslau und Oppeln wechselten 1817 die Dörfer Fröbeln und Frohnau aus dem Kreis Falkenberg in den Kreis Brieg.

### Norddeutscher Bund/Deutsches Reich
Seit dem 1. Juli 1867 gehörte der Kreis zum Norddeutschen Bund und ab dem 1. Januar 1871 zum Deutschen Reich. Am 1. April 1907 schied die Stadt Brieg aus dem Kreis Brieg aus und bildete einen eigenen Stadtkreis. Der Kreis Brieg wurde seitdem als Landkreis bezeichnet.
Am 8. November 1919 wurde die Provinz Schlesien aufgelöst und aus den Regierungsbezirken Breslau und Liegnitz die neue Provinz Niederschlesien gebildet. Zum 30. September 1928 wurden im Landkreis Brieg entsprechend der Entwicklung im übrigen Freistaat Preußen fast alle Gutsbezirke aufgelöst und benachbarten Landgemeinden zugeteilt.
Am 1. Oktober 1932 wurde der Kreis Brieg mit dem größten Teil des Kreises Ohlau zum neuen Landkreis Brieg mit dem Sitz der Verwaltung in der Stadt Brieg zusammengeschlossen. Hintergrund hierfür waren Notverordnungen des Reichspräsidenten über Sparmaßnahmen im öffentlichen Dienst, wonach unter anderem eine Reihe von Kreisen aufgelöst werden sollte. Am 1. Oktober 1933 wurde aus dem Teil des Kreises Brieg, der bis 1932 zum Kreis Ohlau gehört hatte, der Kreis Ohlau wiedergegründet.
Am 1. April 1938 wurden die preußischen Provinzen Niederschlesien und Oberschlesien zur neuen Provinz Schlesien zusammengeschlossen. Zum 18. Januar 1941 wurde die Provinz Schlesien aufgelöst und aus den Regierungsbezirken Breslau und Liegnitz wurde die neue Provinz Niederschlesien gebildet.
Im Frühjahr 1945 wurde das Kreisgebiet von der Roten Armee besetzt. Im Sommer 1945 wurde das Kreisgebiet von der sowjetischen Besatzungsmacht  gemäß dem Potsdamer Abkommen unter polnische Verwaltung gestellt. Im Kreisgebiet begann darauf der Zuzug polnischer Zivilisten. In der Folgezeit wurde die deutsche Bevölkerung größtenteils aus dem Kreisgebiet vertrieben.

## Einwohnerentwicklung
| Jahr | Einwohner | Quelle |
| ---- | --------- | ------ |
| 1795 | 30.663    | [ 10 ] |
| 1819 | 34.342    | [ 11 ] |
| 1846 | 46.761    | [ 12 ] |
| 1871 | 55.172    | [ 13 ] |
| 1885 | 60.320    | [ 14 ] |
| 1900 | 63.077    | [ 15 ] |
|      |           |        |
| 1910 | 39.104    | [ 15 ] |
| 1925 | 38.258    | [ 16 ] |
| 1939 | 38.596    | [ 16 ] |

## Landräte
1742–175300Caspar Ernst von Frankenberg und Proschlitz
1753–176500Friedrich Gotthard Hartwig von Tschirschky und Bögendorff
1765–180100Carl Friedrich Wilhelm von Korckwitz
1801–181900Ernst Carl Ludwig von Prittwitz und Gaffron
0000–182900Reinhardt
1829–184600Johann Wilhelm Carl von Prittwitz
1846–184800von Schroetter (interimistisch)
1848–187100Emil von Rohrscheidt (1809–1886)
1871–189100Heinrich von Reuß
1891–190100Karl von Schirndinger
1901–190800Alfred von Goßler (1867–1946)
1908–191900Günther von Roedern
1919–193200Alfred Janetzki (1880–1977)
1932–193300Hans Bertuch (1880–1946)
19330000000Rudolf Thiele (kommissarisch)
1933–194400Paul Pietsch (1877–1945)
1944–194500Otto Braß (vertretungsweise)

## Kommunalverfassung
Der Landkreis Brieg gliederte sich seit dem 19. Jahrhundert in die Städte Brieg (bis) und Löwen, in Landgemeinden und in Gutsbezirke. Mit Einführung des preußischen Gemeindeverfassungsgesetzes vom 15. Dezember 1933 gab es ab dem 1. Januar 1934 eine einheitliche Kommunalverfassung für alle preußischen Gemeinden. Mit Einführung der Deutschen Gemeindeordnung vom 30. Januar 1935 trat zum 1. April 1935 im Deutschen Reich eine einheitliche Kommunalverfassung in Kraft, wonach die bisherigen Landgemeinden nun als Gemeinden bezeichnet wurden. Eine neue Kreisverfassung wurde nicht mehr geschaffen; es galt weiterhin die Kreisordnung für die Provinzen Ost- und Westpreußen, Brandenburg, Pommern, Schlesien und Sachsen vom 19. März 1881.

## Gemeinden
Der Landkreis Brieg umfasste zuletzt eine Stadt und 59 Landgemeinden:
| - Alt Hammer - Altköln - Alzenau - Bankau - Bärzdorf - Böhmischdorf - Briesen - Buchitz - Frohnau - Gerlachshain - Giersdorf - Groß Döbern - Groß Jenkwitz - Groß Kauern - Groß Neudorf | - Grüningen - Hermsdorf - Jägerndorf - Jeschen - Johnsdorf - Kantersdorf - Karlsmarkt - Klein Neudorf - Konradswaldau - Koppen - Kreisewitz - Laugwitz - Leubusch - Linden - Lossen | - Löwen, Stadt - Luisental - Mangschütz - Michelau - Michelwitz - Mollwitz - Neu Leubusch - Neu Limburg - Neu Sorge - Neuköln - Pampitz - Paulau - Piastenthal - Pogarell - Pramsen | - Raschwitz - Rathau - Riebnig - Rogelwitz - Rosenthal - Scheidelwitz - Schönau - Schönfeld - Schreibendorf - Schüsselndorf - Schwanowitz - Stoberau - Tarnowitz - Taschenberg - Zindel |

Zum Landkreis gehörte außerdem der unbewohnte Forstgutsbezirk Rogelwitz.
Eingemeindungen bis 1929
- Briegischdorf, am 7. November 1904 zu Brieg
- Groß Leubusch, am 1. Juli 1929 zu Leubusch
- Karlsburg, am 1. Juli 1929 zu Karlsmarkt
- Klein Leubusch, am 1. Juli 1929 zu Leubusch

## Ortsnamen
Der Ortsname Tschöplowitz wurde 1937 in Gerlachshain geändert.